# 韓伯
韓伯（かん はく、生没年不詳）は、中国の東晋の官僚。字は康伯。本貫は潁川郡長社県。

## 経歴
貧家に生まれて、母の殷氏に養育された。成長すると、おじの殷浩や庾亮の子の庾龢に高く評価された。秀才に挙げられ、佐著作郎として召されたが、就任しなかった。会稽王司馬昱に談客として召し出され、司徒左西属から撫軍掾・中書郎・散騎常侍・豫章郡太守に転じ、侍中として入朝した。
ときに周勰が老荘を尊んで、儒教を尊重せず、喪の礼をおこなわなかった。韓伯は中正の任を兼ねていたが、このことから周勰を推挙しようとしなかった。
王坦之が『公謙論』を著し、袁宏がこれを非難したことがあった。韓伯はかれらの議論の是非を論じて、『弁謙』を作って折衷した。
韓伯は丹陽尹・吏部尚書・領軍将軍に転じたが、病床に伏した。太常に任じられたが、受けないうちに死去した。享年は49。太常の位を追贈された。著書に『易繋辞伝注』があった。
子の韓璯は衡陽郡太守に上った。

## 伝記資料
- 『晋書』巻75 列伝第45